# Josep Vicens i Busquets
Josep Vicens i Busquets (l'Escala, 20 de desembre del 1917 - Barcelona, 18 d'abril del 2010), va ser músic (pianista, compositor i director d'orquestra i ballet). Fill de Josep Vicens i Mornau i net de Josep Vicens i Juli, L'avi Xaxu.
Rebé els primers ensenyaments musicals del seu pare. Als 13 anys guanyà per unanimitat una Beca per a estudis de piano de la tot just reinstaurada Generalitat de Catalunya del període 1931-1939. Es formà al Conservatori Superior de Música del Liceu amb Guillem Garganta, que li donà una formació pianística notable. Estudià harmonia, contrapunt i composició amb Josep Barberà, Francesc Montserrat i Josep Muset respectivament.
Va participar en concerts com a solista o acompanyant al Gran Teatre del Liceu de Barcelona, al Palau de la Música Catalana, i a diversos punts de la geografia catalana. Formà part de conjunts de cambra com el Duo de Cámara de Barcelona amb Sants Sagrera i Anglada al violoncel, amb la també pianista Maria Canela, amb els quals va fer la primera audició integral d'obres de Lluís Benejam a Catalunya, en el Conservatori de Música del Liceu de Barcelona (1967), un any abans de la inesperada mort de Benejam. També amb Maria Canela va interpretar, per primera vegada a Catalunya (1974), l'obra per a dos pianos i percussió de Béla Bartók, amb Xavier Joaquin en la percussió.
Tocant a les seves actuacions amb orquestres, ja de molt jove (1937), ho feu al desaparegut Palau Municipal de Belles Arts amb la Banda Municipal de Barcelona sota la direcció del mestre Joan Lamote de Grignon, interpretant el Concert per a piano en la menor de Schumann. Així mateix actuà a diversos punts de l'Estat Espanyol i a diversos països estrangers, on, a part d'actuar com a solista, ho feu sobretot en diverses formacions orquestrals i de ballet. Entre aquestes darreres cal destacar la direcció musical dels ballets afroamericans de Katherine Dunham Dance Company, pel Marroc, França, Suïssa, Itàlia i Alemanya, durant els anys 1953-54.
La seva presència professional com a responsable musical de l'antic Hotel Ritz de Barcelona va permetre que durant més de vint-i-cinc anys aquest fos un lloc d'alta interpretació musical. Era sabut, entre els ambients musicals del moment, que en els salons de l'emblemàtic hotel s'executaven autèntics concerts diaris amb el seu propi quartet -format pels músics Pérez, Gomar, Solsona- de primer o bé a piano sol. D'aquesta manera nombrosos músics de l'escena internacional, que hi feien estada en els seus desplaçament a Barcelona o bé que assistien als actes socials i culturals del Ritz, així ho varen testimoniar. Entre ells Herbert von Karajan, Arthur Rubinstein, Rosa Sabater, Alícia de Larrocha, etc..
També va dirigir ballets per diversos països com a Alemanya, França, Itàlia i Suïssa.
La seva obra compositiva comprèn unes peces per a piano, una obra coral, cançons, la peça per a dansa Altiplano, el ballet Amazonas, la Suite per a cobla (1984) i una Fantasia per a tres cobles i percussió. També un conjunt de sardanes: L'Avi Xaxu (1981), Diàlegs (1991), Dos homenatges (1980), Fantasies de joventut (1982), Francesca(1952?), Inquietuds (1988), Jorn de festa (1983), Manelic, Noranta anys, Obligat diferent (1988) -obligada de tenora-, Pastoral, Per un ideal (1990), Presència (1996), Rondalles (1981). Va signar alguna composició més comercial amb el pseudònim de L. Amanti (segons consta a la SGAE).